# Modell Olimpia
Modell Olimpia ist ein Filmdrama von Frédéric Hambalek, das im November 2020 beim Tallinn Black Nights Film Festival seine Premiere feierte. Im Film versucht eine Mutter mithilfe einer selbstentwickelten Therapieform ihren Sohn von seinen sexuellen Gewaltphantasien abzubringen.

## Handlung
Eine Frau in den späten Vierzigern ist verzweifelt und hat einen verrückten Plan entwickelt, ihrem Sohn zu helfen. Der junge Mann lebt in einer von Tod und Gewalt geprägten Phantasiewelt, in der Sex eine große Rolle spielt. Er ist wie besessen von sexuellen Gewaltphantasien. Daher versucht die Mutter mit einer Art Psychotherapie, einer Mischung aus Befehlen und Routinen, die sie selbst entwickelt hat, ihm „gesunde“ sexuelle Phantasien aufzuzwingen, in der Hoffnung, dass er seine kranken Obsessionen aufgibt. Zum Beispiel lässt sie ihn masturbieren, während er pornografische Hörbücher hört oder lässt ihn erotische Fotos anschauen, die sie aus Zeitschriften herausgeschnitten hat und an einem Brett über seinem Bett befestigt sind. Sie stellt auch eine Teilzeitprostituierte ein und gibt ihr genaue Anweisungen, um die Phantasien ihres Sohnes so zu steuern, dass sie den sozialen Normen entsprechen.

## Produktion
Es handelt sich bei Modell Olimpia um das Regiedebüt bei einem Langfilm von Frédéric Hambalek, der auch das Drehbuch schrieb.
Der Nachwuchsschauspieler Alban Mondschein, ein Absolvent der Hochschule für Musik und Theater Rostock, spielt den namenlosen jungen Mann, Anna Steffens dessen Mutter. Mathilde Bundschuh spielt die neue Nachbarin. Die Dreharbeiten fanden im Mai 2019 in Wiesbaden und Mainz statt. Als Kameramann fungierte Alexander Griesser.
Eine erste Vorstellung erfolgte am 16. November 2020 beim Tallinn Black Nights Film Festival, wo Modell Olimpia im First Feature Competition gezeigt wurde. Ab Ende Oktober 2021 wurde der Film bei den Hofer Filmtagen gezeigt. Im Mai 2022 erfolgte eine Vorstellung beim Lichter Filmfest.

## Auszeichnungen
Tallinn Black Nights Film Festival
- Nominierung als Bester Erstlingsfilm (Frédéric Hambalek)[5]